# Natural History Review

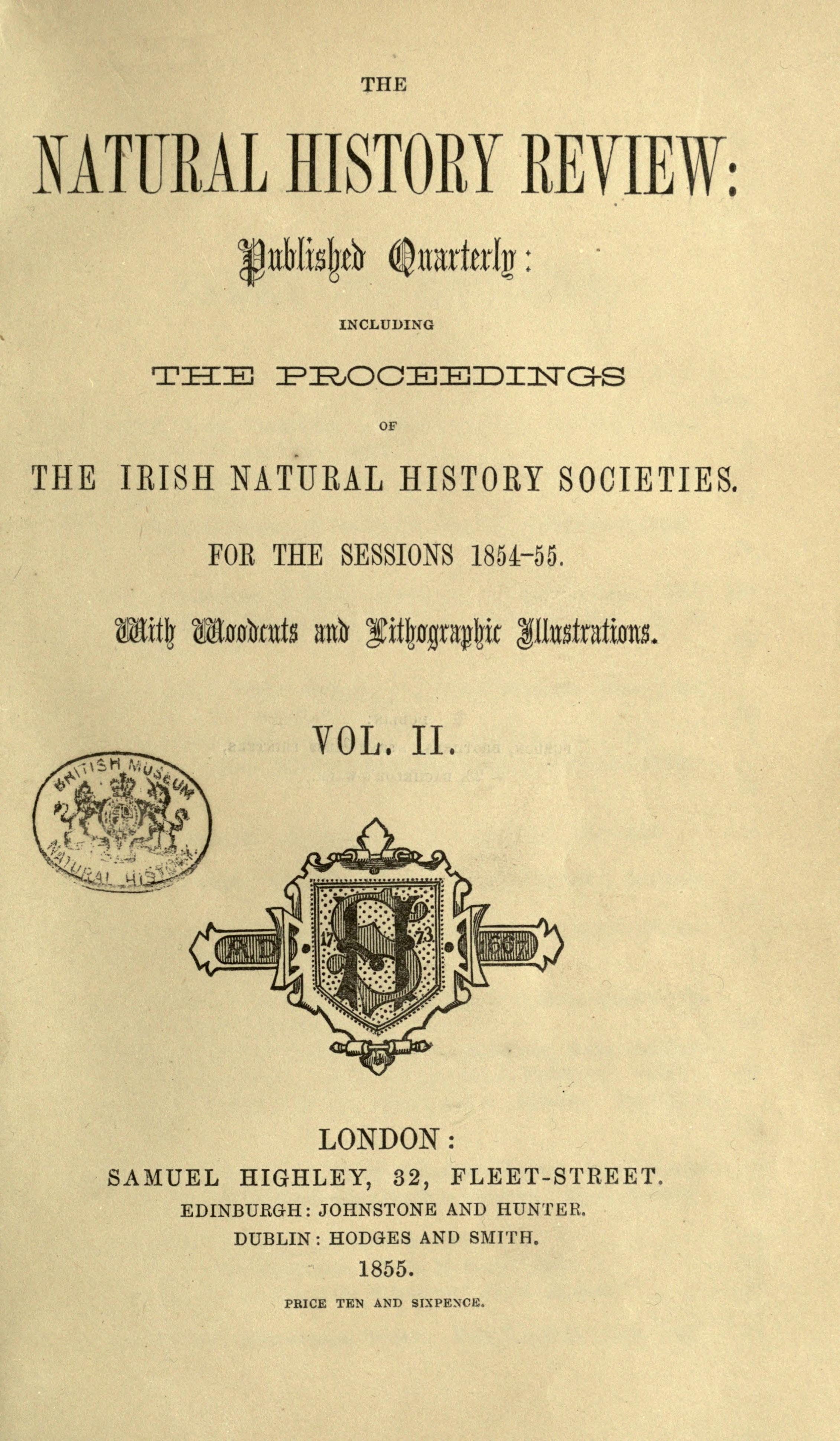
Titelblatt von Band 2

The Natural History Review war ein von 1854 bis 1865 vierteljährlich im Vereinigten Königreich von Großbritannien und Irland erscheinendes Journal zur Naturgeschichte.

## Geschichte

### Erste Jahre (1854 bis 1860)
The Natural History Review wurde 1854 gegründet und diente als Publikationsorgan der irischen Gesellschaften Belfast Natural History and Philosophical Society, Cork Cuvierian Society, Dublin Natural History Society, Dublin University Zoological Association und der Literary and Scientific Institution of Kilkenny. Herausgeber der ersten Serie waren William Henry Harvey, Samuel Haughton (1821–1897), Arthur Riky Hogan und Edward Perceval Wright (1834–1910) die am Trinity College in Dublin wirkten.

### Huxley als Herausgeber (1861 bis 1865)
Da die Zeitschrift keine hohen Auflagezahlen erreichte, wandte sich Wright im Sommer 1860 an Thomas Henry Huxley und trug diesem die Hauptherausgeberschaft des Journals an. Obwohl ihm  Charles Lyell und Charles Darwin abrieten, übernahm Huxley die Aufgabe mit dem Ziel, die Zeitschrift in eine Plattform für die Verbreitung von Darwins Evolutionstheorie umzuwandeln.
Im Januar 1861 erschien die erste Ausgabe der neu gestalteten Zeitschrift unter dem Titel Natural History Review: A quarterly journal of biological science, die unter anderem Huxley's Aufsatz On the Zoological Relations of Man with the Lower Animals enthielt. Die April-Ausgabe enthielt beispielsweise einen aus dem Deutschen übersetzten Aufsatz von Hermann Schaaffhausen, den Entdecker des Neandertalers. 1865 wurde die Herausgabe der Zeitschrift eingestellt.
Während dieser Zeit betrug die Auflage der Natural History Review etwa 1000 Exemplare. Im Gegensatz zu anderen führenden viktorianischen Zeitschriften, wie etwa dem London Review, dem Westminster Review, dem Quarterly Review, dem Cornhill Magazine oder dem Fraser’s Magazine wurden in der Natural History Review von 1861 bis 1865 ausschließlich Beiträge zu naturwissenschaftlichen Themen veröffentlicht. Einen hohen Stellenwert hatten dabei anthropologische Themen.

## Nachweise

## Weiterführende Literatur
- Edward Caudill: The Bishop-Eaters: The Publicity Campaign for Darwin and on the Origin of Species. In: Journal of the History of Ideas. Band 55, Nr. 3, 1994, S. 441–460; JSTOR:2709849